# Judith Godrèche
Judith Godrèche   (17è districte de París, 23 de març de 1972) és una actriu i escriptora francesa.

## Trajectòria
Godrèche va néixer al 17è districte de París. El seu pare és un jueu i psicoanalista i la seva mare terapeuta infantil que es van separar quan ella tenia vuit anys. Els seus pares eren supervivents de l'Holocaust de Polònia i Rússia que van canviar el seu cognom de Goldreich. Després de ser descoberta per al seu primer paper als 14 anys, Godrèche va deixar l'escola i es va allunyar dels seus pares per a començar la seva carrera d'actriu. El 1987, als 14 anys, va mantenir una relació amb el director Benoît Jacquot, 25 anys més gran que ella, que més endavant la dirigiria a La désenchantée. En anys posteriors, Godrèche va acusar Jacquot de violar-la.
Els seus primers treballs van incloure el modelatge comercial per a un fabricant de xocolata japonès, així com en una revista per a adolescents. La seva primera aparició al cinema va ser com la filla de Claudia Cardinale a L'été prochain. Als 14 anys va obtenir el seu primer paper important, a Les mendiants de Jacquot, amb Dominique Sanda.
El 1989, Godrèche va protagonitzar La fille de 15 ans de Jacques Doillon amb Melvil Poupaud. El 1990 va ser nominada al premi César a la millor actriu revelació per la seva interpretació a La désenchantée de Jacquot. El 1991 va ser membre del jurat del 41è Festival Internacional de Cinema de Berlín. El 1994 la seva novel·la Point de côté va ser publicada a França per Broché Publishers amb bones crítiques.
Godrèche es va donar a conèixer al públic estatunidenc el 1996 amb Ridícul de Patrice Leconte. El 1998 va protagonitzar amb Leonardo DiCaprio i Jeremy Irons la pel·lícula L'home de la màscara de ferro.
Godrèche va ser nominada al premi César 2002 a la millor actriu secundària per la seva actuació al sorprenent èxit europeu Una casa de bojos. El seu primer disc inspirat en la pel·lícula Toutes les filles pleurent va ser editat per Why Music. El 2012 va començar a interpretar el personatge de Claudette Von Jurgens a la tercera temporada de Royal Pains.

## Vida personal
Godrèche va mantenir una relació de llarga durada des de 1987 amb Benoît Jacquot, que era 25 anys més gran que ella. Es va casar breument amb Philippe Michel, un arquitecte, el 1996. Més endavant es va casar amb el còmic Dany Boon del 1998 al 2002. Junts tenen un fill, Noé, nascut el 4 de setembre de 1999. El 2004, va començar una relació amb l'actor i director Maurice Barthélemy, que és el pare de la seva filla, Tess, nascuda el 19 d'abril de 2005. La parella es va separar el 2014. Godrèche s'ha plantejat convertir-se formalment al judaisme d'adulta, fet que va atribuir a la seva estreta relació amb els seus avis paterns.

### Denúncia per violència sexual contra Benoît Jacquot i Jacques Doillon
El febrer de 2024, Godrèche va presentar denúncies policials contra Jacques Doillon i Benoît Jacquot per agressió sexual comesa a la dècada del 1980 quan era menor d'edat. A la 49a cerimònia dels Premis César el 23 de febrer de 2024, Godrèche va pronunciar un discurs sobre la violència sexual i va abordar l'omertà francesa amb motiu del #MeToo. El maig de 2024 Godrèche va ser incorporada a la selecció oficial del 77è Festival Internacional de Cinema de Canes, on va presentar el curtmetratge Moi aussi. La pel·lícula destaca les històries de víctimes de violència sexual. Es va crear després que Godrèche fes una crida pública a través del seu compte d'Instagram, després de la qual van respondre al voltant de 6.000 persones. Es va projectar durant l'acte d'inauguració de la secció Un certain regard del festival el 15 de maig dins de la programació de Cinéma de la plage.
L'1 de juliol de 2024, Jacquot i Doillon van ser interrogats per la demanda de violació i agressió sexual de Godrèche. Els dos directors també serien detinguts per la Brigada de Protecció de Menors. El 3 de juliol de 2024 Jacquot va ser acusat penalment de violar dues actrius més.

## Obra
- Toutes les filles pleurent (2010)
- Moi aussi (2024)